# MRT Jakarta
Mit MRT Jakarta (Mass Rapid Transit Jakarta) wird das U-Bahn-System in der indonesischen Hauptstadt Jakarta bezeichnet. Bisher ist eine Linie in Betrieb, deren Erweiterung in Bau ist. Eine zweite Linie ist in Planung.

## Geschichte

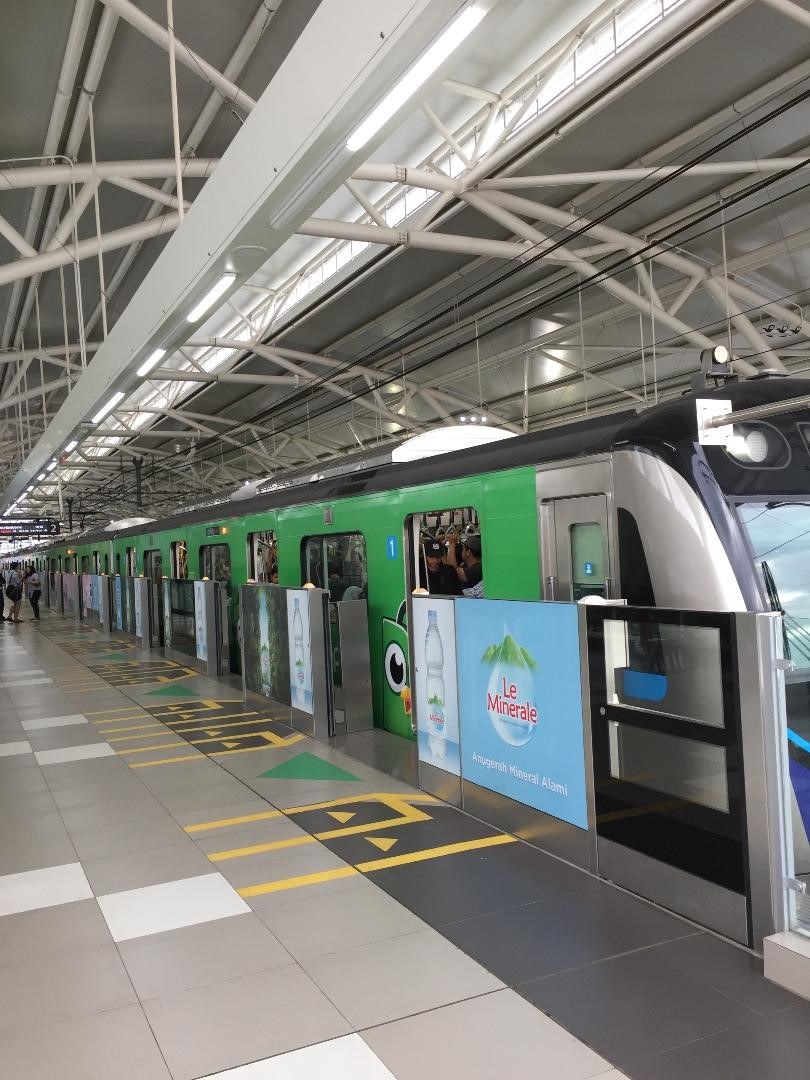
MRT Jakarta in Richtung des Bahnhofs Bundaran Hotel Indonesia

Die Jakarta MRT wurde am 24. März 2019 vom indonesischen Präsidenten Joko Widodo offiziell eingeweiht und eröffnet. Schon im Jahr 1985 hatte man den Bau einer U-Bahn erwogen und in über 25 akademischen Studien untersucht, ob das U-Bahn-System eine Lösung der Verkehrsprobleme sein könnte. Erst zehn Jahre später bat der damalige Minister für Forschung und Technologie, Bacharuddin Jusuf Habibie den Gouverneur von Jakarta, die Entwürfe für die Konstruktion und Erweiterung des Projekts zu erstellen. Zwischen 1997 und 1999 geriet Indonesien in eine Wirtschaftskrise, woraufhin das U-Bahn-Projekt stagnierte, bis es unter dem Präsidenten Susilo Bambang Yudhoyono wieder aufgenommen wurde, der es 2005 zum nationalen Projekt erklärte, wofür die Zentralregierung und die Hauptstadtregion Jakarta verantwortlich wären. Die japanische Regierung sicherte daraufhin im Jahr 2006 dem Land Unterstützung bei der Finanzierung mit Krediten zu. Zwei Jahre später wurde PT Mass Rapid Transit Jakarta (MRT Jakarta Ltd.) gegründet, deren größter Anteilseigner die Regierung von Jakarta ist. Im Jahr 2009 begannen die Vorbereitungen des technischen Entwurfs und des Grunderwerbs. Die Bauarbeiten des neuen Nahverkehrssystems wurden schließlich 2012 begonnen. Die erste Phase der Bauarbeiten wurde 2019 mit der Eröffnung der Nord-Süd-Linie abgeschlossen. In der zweiten Phase 2020 wird diese Linie erweitert. Die dritte Phase umfasst eine Ost-West-Verbindung mit einer zweiten Linie.

## Technische Details
Bisher ist auf der ersten MRT-U-Bahn-Linie eine Strecke von 15,7 km mit 13 U-Bahnhöfen in Betrieb, sechs davon im Tunnel. Die Spurweite beträgt 1067 mm (Kapspur), die Stromzuführung geschieht durch eine Oberleitung. Die Fahrtdauer beträgt 30 Minuten mit einer Durchschnittsgeschwindigkeit von 60 km/h. Zurzeit gibt es 14 Züge mit jeweils sechs vierachsigen Waggons mit Übergängen dazwischen und jeweils vier zweiflügeligen Schiebetüren für den Fahrgastwechsel auf jeder Seite. Die Fahrgastsitze befinden sich in Längsrichtung. An den äußeren Enden der Endwagen gibt es Steuerabteile mit jeweils einer Tür auf jeder Seite.
Von April bis Dezember 2019 zählte die MRT 79.144 Fahrgäste im Durchschnitt pro Tag von Lebak Bulus zum Bundaran Hotel Indonesia. Das sind insgesamt knapp 22.397.227 Passagiere im gesamten Zeitraum. Die U-Bahn fährt von 5 Uhr bis 24 Uhr an Wochentagen, Wochenenden und an Feiertagen. Während der Hauptverkehrszeiten ist die MRT im 5-Minuten-Takt unterwegs, ansonsten im 10-Minuten-Takt.

## Preise und Tickets

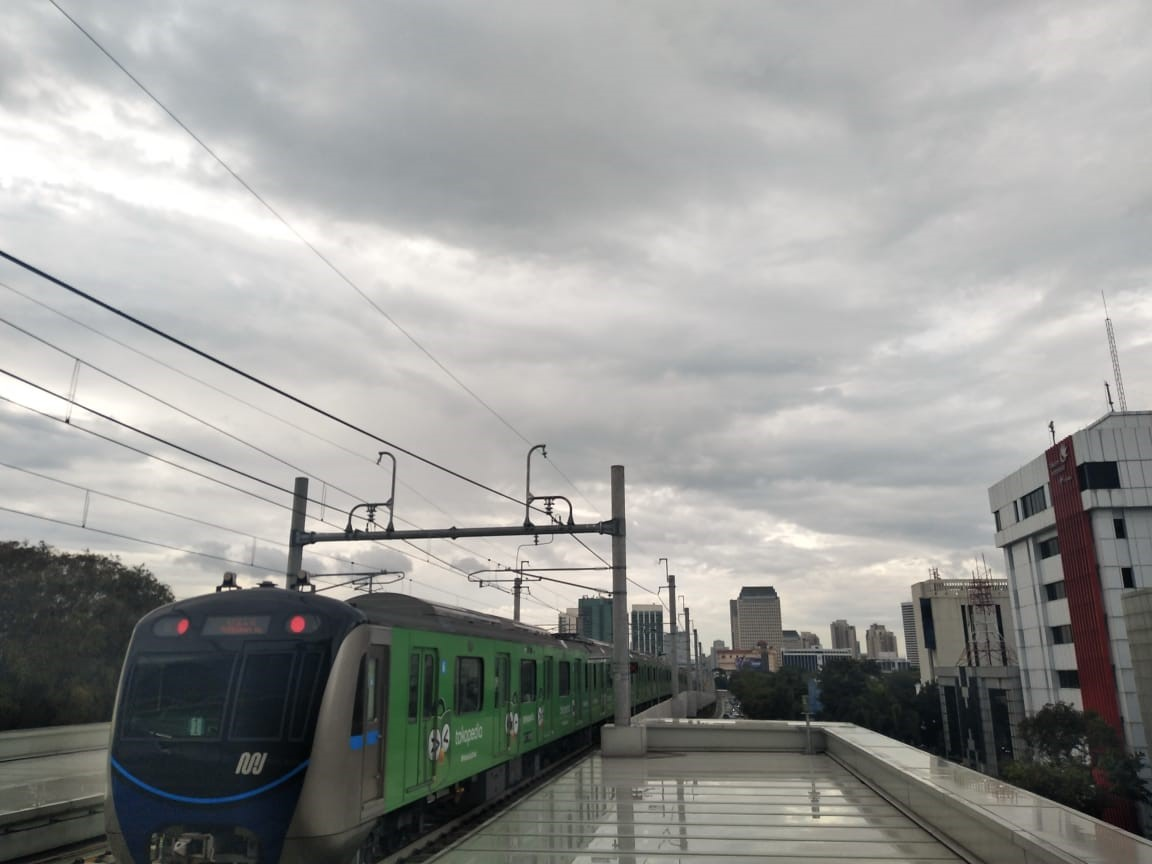
ASEAN, eine der oberirdisch gelegter Stationen.

Der tatsächliche Preis pro Fahrt hängt von der Entfernung des Zielbahnhofes ab. Als Mindestpreis wird der Betrag von 3000 IDR angegeben, der sich um 1000 IDR je Station erhöht. Von der ersten bis zur letzten Station müssen die Passagiere den Maximalpreis in Höhe von 14.000 IDR bezahlen. Im Vergleich zu den anderen öffentlichen Verkehrsmitteln ist die MRT damit erheblich teurer, sie fährt dafür aber schneller und kommt pünktlicher an. 
Bezahlt wird elektronisch. Die Einzelfahrkarte kann an Fahrkartenautomaten bzw. per MyMRTJ und JakLingko App erworben werden. Sie enthält eine QR-Code, die vor dem Eingang gescannt werden muss. Guthabenkarten bestimmter Banken, beispielsweise Mandiri, BRI, BNI  und auch wiederaufladbaren Karten aus KRL Commuter Line (Multi Trip) haben eine Ticket-Funktion. 
Eine direkte Contact-EMV-Standard Zahlung aus Debit und Kreditkarten ist wegen zur Zeit bestehende Regelung nicht verwendbar. Sie werden ansonsten beim Einkauf Einzelfahrkarten an Fahrkartenautomaten und Ticketschalter akzeptiert.

### JakLingko
MRT Jakarta ist zusammen mit der Transjakarta-Bussen und LRT Jakarta Mitglied der JakLingko-Tarifverbund. Innerhalb 3 Stunden kann man maximal nur IDR 10.000 bezahlen, wenn seiner Fahrt aus mindestens 2 Verkehrsmitteln besteht. Der Tarif erhält man nur mit bereits einmalig aktivierte Guthabenkarte von Drittanbietern (Banken und KRL Commuter Line-Fahrscheine) oder beim Einkauf elektronische Einzelfahrkarte per JakLingko-App. 

## Folgen
Mit der Einführung der U-Bahn und dem weiteren Ausbau des Nahverkehrs mit Transjakarta-Bussen, Zügen und der U-Bahn erhofft man sich eine Reduzierung des massiven Individualverkehrs und der täglichen Staus.